# Alexandre Herbstman
Alexandre Iossifovitch Herbstman (en russe : Александр Иосифович Гербстман), né le 10 avril 1900 et mort le 22 mai 1982, compositeur d'études d'échecs russe.

## Biographie
Herbstman a été promu maître international pour la composition en 1959. Il est l'auteur de plus de trois cents études.

## Une étude d'Alexandre Herbstman et V.A. Korolkov
|   | a | b | c | d | e | f | g | h |   |
| 8 | Roi blanc sur case noire b8 · Pion noir sur case noire a7 · Pion noir sur case blanche b7 · Pion blanc sur case blanche d7 · Cavalier blanc sur case blanche h7 · Roi noir sur case blanche a6 · Fou noir sur case noire b6 · Pion noir sur case blanche g6 · Pion noir sur case blanche b5 · Pion blanc sur case blanche d5 · Pion blanc sur case noire g5 · Pion blanc sur case noire b4 · Pion noir sur case noire d4 · Pion blanc sur case blanche d3 · Pion noir sur case noire e3 | Roi blanc sur case noire b8 · Pion noir sur case noire a7 · Pion noir sur case blanche b7 · Pion blanc sur case blanche d7 · Cavalier blanc sur case blanche h7 · Roi noir sur case blanche a6 · Fou noir sur case noire b6 · Pion noir sur case blanche g6 · Pion noir sur case blanche b5 · Pion blanc sur case blanche d5 · Pion blanc sur case noire g5 · Pion blanc sur case noire b4 · Pion noir sur case noire d4 · Pion blanc sur case blanche d3 · Pion noir sur case noire e3 | Roi blanc sur case noire b8 · Pion noir sur case noire a7 · Pion noir sur case blanche b7 · Pion blanc sur case blanche d7 · Cavalier blanc sur case blanche h7 · Roi noir sur case blanche a6 · Fou noir sur case noire b6 · Pion noir sur case blanche g6 · Pion noir sur case blanche b5 · Pion blanc sur case blanche d5 · Pion blanc sur case noire g5 · Pion blanc sur case noire b4 · Pion noir sur case noire d4 · Pion blanc sur case blanche d3 · Pion noir sur case noire e3 | Roi blanc sur case noire b8 · Pion noir sur case noire a7 · Pion noir sur case blanche b7 · Pion blanc sur case blanche d7 · Cavalier blanc sur case blanche h7 · Roi noir sur case blanche a6 · Fou noir sur case noire b6 · Pion noir sur case blanche g6 · Pion noir sur case blanche b5 · Pion blanc sur case blanche d5 · Pion blanc sur case noire g5 · Pion blanc sur case noire b4 · Pion noir sur case noire d4 · Pion blanc sur case blanche d3 · Pion noir sur case noire e3 | Roi blanc sur case noire b8 · Pion noir sur case noire a7 · Pion noir sur case blanche b7 · Pion blanc sur case blanche d7 · Cavalier blanc sur case blanche h7 · Roi noir sur case blanche a6 · Fou noir sur case noire b6 · Pion noir sur case blanche g6 · Pion noir sur case blanche b5 · Pion blanc sur case blanche d5 · Pion blanc sur case noire g5 · Pion blanc sur case noire b4 · Pion noir sur case noire d4 · Pion blanc sur case blanche d3 · Pion noir sur case noire e3 | Roi blanc sur case noire b8 · Pion noir sur case noire a7 · Pion noir sur case blanche b7 · Pion blanc sur case blanche d7 · Cavalier blanc sur case blanche h7 · Roi noir sur case blanche a6 · Fou noir sur case noire b6 · Pion noir sur case blanche g6 · Pion noir sur case blanche b5 · Pion blanc sur case blanche d5 · Pion blanc sur case noire g5 · Pion blanc sur case noire b4 · Pion noir sur case noire d4 · Pion blanc sur case blanche d3 · Pion noir sur case noire e3 | Roi blanc sur case noire b8 · Pion noir sur case noire a7 · Pion noir sur case blanche b7 · Pion blanc sur case blanche d7 · Cavalier blanc sur case blanche h7 · Roi noir sur case blanche a6 · Fou noir sur case noire b6 · Pion noir sur case blanche g6 · Pion noir sur case blanche b5 · Pion blanc sur case blanche d5 · Pion blanc sur case noire g5 · Pion blanc sur case noire b4 · Pion noir sur case noire d4 · Pion blanc sur case blanche d3 · Pion noir sur case noire e3 | Roi blanc sur case noire b8 · Pion noir sur case noire a7 · Pion noir sur case blanche b7 · Pion blanc sur case blanche d7 · Cavalier blanc sur case blanche h7 · Roi noir sur case blanche a6 · Fou noir sur case noire b6 · Pion noir sur case blanche g6 · Pion noir sur case blanche b5 · Pion blanc sur case blanche d5 · Pion blanc sur case noire g5 · Pion blanc sur case noire b4 · Pion noir sur case noire d4 · Pion blanc sur case blanche d3 · Pion noir sur case noire e3 | 8 |
| 7 | Roi blanc sur case noire b8 · Pion noir sur case noire a7 · Pion noir sur case blanche b7 · Pion blanc sur case blanche d7 · Cavalier blanc sur case blanche h7 · Roi noir sur case blanche a6 · Fou noir sur case noire b6 · Pion noir sur case blanche g6 · Pion noir sur case blanche b5 · Pion blanc sur case blanche d5 · Pion blanc sur case noire g5 · Pion blanc sur case noire b4 · Pion noir sur case noire d4 · Pion blanc sur case blanche d3 · Pion noir sur case noire e3 | Roi blanc sur case noire b8 · Pion noir sur case noire a7 · Pion noir sur case blanche b7 · Pion blanc sur case blanche d7 · Cavalier blanc sur case blanche h7 · Roi noir sur case blanche a6 · Fou noir sur case noire b6 · Pion noir sur case blanche g6 · Pion noir sur case blanche b5 · Pion blanc sur case blanche d5 · Pion blanc sur case noire g5 · Pion blanc sur case noire b4 · Pion noir sur case noire d4 · Pion blanc sur case blanche d3 · Pion noir sur case noire e3 | Roi blanc sur case noire b8 · Pion noir sur case noire a7 · Pion noir sur case blanche b7 · Pion blanc sur case blanche d7 · Cavalier blanc sur case blanche h7 · Roi noir sur case blanche a6 · Fou noir sur case noire b6 · Pion noir sur case blanche g6 · Pion noir sur case blanche b5 · Pion blanc sur case blanche d5 · Pion blanc sur case noire g5 · Pion blanc sur case noire b4 · Pion noir sur case noire d4 · Pion blanc sur case blanche d3 · Pion noir sur case noire e3 | Roi blanc sur case noire b8 · Pion noir sur case noire a7 · Pion noir sur case blanche b7 · Pion blanc sur case blanche d7 · Cavalier blanc sur case blanche h7 · Roi noir sur case blanche a6 · Fou noir sur case noire b6 · Pion noir sur case blanche g6 · Pion noir sur case blanche b5 · Pion blanc sur case blanche d5 · Pion blanc sur case noire g5 · Pion blanc sur case noire b4 · Pion noir sur case noire d4 · Pion blanc sur case blanche d3 · Pion noir sur case noire e3 | Roi blanc sur case noire b8 · Pion noir sur case noire a7 · Pion noir sur case blanche b7 · Pion blanc sur case blanche d7 · Cavalier blanc sur case blanche h7 · Roi noir sur case blanche a6 · Fou noir sur case noire b6 · Pion noir sur case blanche g6 · Pion noir sur case blanche b5 · Pion blanc sur case blanche d5 · Pion blanc sur case noire g5 · Pion blanc sur case noire b4 · Pion noir sur case noire d4 · Pion blanc sur case blanche d3 · Pion noir sur case noire e3 | Roi blanc sur case noire b8 · Pion noir sur case noire a7 · Pion noir sur case blanche b7 · Pion blanc sur case blanche d7 · Cavalier blanc sur case blanche h7 · Roi noir sur case blanche a6 · Fou noir sur case noire b6 · Pion noir sur case blanche g6 · Pion noir sur case blanche b5 · Pion blanc sur case blanche d5 · Pion blanc sur case noire g5 · Pion blanc sur case noire b4 · Pion noir sur case noire d4 · Pion blanc sur case blanche d3 · Pion noir sur case noire e3 | Roi blanc sur case noire b8 · Pion noir sur case noire a7 · Pion noir sur case blanche b7 · Pion blanc sur case blanche d7 · Cavalier blanc sur case blanche h7 · Roi noir sur case blanche a6 · Fou noir sur case noire b6 · Pion noir sur case blanche g6 · Pion noir sur case blanche b5 · Pion blanc sur case blanche d5 · Pion blanc sur case noire g5 · Pion blanc sur case noire b4 · Pion noir sur case noire d4 · Pion blanc sur case blanche d3 · Pion noir sur case noire e3 | Roi blanc sur case noire b8 · Pion noir sur case noire a7 · Pion noir sur case blanche b7 · Pion blanc sur case blanche d7 · Cavalier blanc sur case blanche h7 · Roi noir sur case blanche a6 · Fou noir sur case noire b6 · Pion noir sur case blanche g6 · Pion noir sur case blanche b5 · Pion blanc sur case blanche d5 · Pion blanc sur case noire g5 · Pion blanc sur case noire b4 · Pion noir sur case noire d4 · Pion blanc sur case blanche d3 · Pion noir sur case noire e3 | 7 |
| 6 | Roi blanc sur case noire b8 · Pion noir sur case noire a7 · Pion noir sur case blanche b7 · Pion blanc sur case blanche d7 · Cavalier blanc sur case blanche h7 · Roi noir sur case blanche a6 · Fou noir sur case noire b6 · Pion noir sur case blanche g6 · Pion noir sur case blanche b5 · Pion blanc sur case blanche d5 · Pion blanc sur case noire g5 · Pion blanc sur case noire b4 · Pion noir sur case noire d4 · Pion blanc sur case blanche d3 · Pion noir sur case noire e3 | Roi blanc sur case noire b8 · Pion noir sur case noire a7 · Pion noir sur case blanche b7 · Pion blanc sur case blanche d7 · Cavalier blanc sur case blanche h7 · Roi noir sur case blanche a6 · Fou noir sur case noire b6 · Pion noir sur case blanche g6 · Pion noir sur case blanche b5 · Pion blanc sur case blanche d5 · Pion blanc sur case noire g5 · Pion blanc sur case noire b4 · Pion noir sur case noire d4 · Pion blanc sur case blanche d3 · Pion noir sur case noire e3 | Roi blanc sur case noire b8 · Pion noir sur case noire a7 · Pion noir sur case blanche b7 · Pion blanc sur case blanche d7 · Cavalier blanc sur case blanche h7 · Roi noir sur case blanche a6 · Fou noir sur case noire b6 · Pion noir sur case blanche g6 · Pion noir sur case blanche b5 · Pion blanc sur case blanche d5 · Pion blanc sur case noire g5 · Pion blanc sur case noire b4 · Pion noir sur case noire d4 · Pion blanc sur case blanche d3 · Pion noir sur case noire e3 | Roi blanc sur case noire b8 · Pion noir sur case noire a7 · Pion noir sur case blanche b7 · Pion blanc sur case blanche d7 · Cavalier blanc sur case blanche h7 · Roi noir sur case blanche a6 · Fou noir sur case noire b6 · Pion noir sur case blanche g6 · Pion noir sur case blanche b5 · Pion blanc sur case blanche d5 · Pion blanc sur case noire g5 · Pion blanc sur case noire b4 · Pion noir sur case noire d4 · Pion blanc sur case blanche d3 · Pion noir sur case noire e3 | Roi blanc sur case noire b8 · Pion noir sur case noire a7 · Pion noir sur case blanche b7 · Pion blanc sur case blanche d7 · Cavalier blanc sur case blanche h7 · Roi noir sur case blanche a6 · Fou noir sur case noire b6 · Pion noir sur case blanche g6 · Pion noir sur case blanche b5 · Pion blanc sur case blanche d5 · Pion blanc sur case noire g5 · Pion blanc sur case noire b4 · Pion noir sur case noire d4 · Pion blanc sur case blanche d3 · Pion noir sur case noire e3 | Roi blanc sur case noire b8 · Pion noir sur case noire a7 · Pion noir sur case blanche b7 · Pion blanc sur case blanche d7 · Cavalier blanc sur case blanche h7 · Roi noir sur case blanche a6 · Fou noir sur case noire b6 · Pion noir sur case blanche g6 · Pion noir sur case blanche b5 · Pion blanc sur case blanche d5 · Pion blanc sur case noire g5 · Pion blanc sur case noire b4 · Pion noir sur case noire d4 · Pion blanc sur case blanche d3 · Pion noir sur case noire e3 | Roi blanc sur case noire b8 · Pion noir sur case noire a7 · Pion noir sur case blanche b7 · Pion blanc sur case blanche d7 · Cavalier blanc sur case blanche h7 · Roi noir sur case blanche a6 · Fou noir sur case noire b6 · Pion noir sur case blanche g6 · Pion noir sur case blanche b5 · Pion blanc sur case blanche d5 · Pion blanc sur case noire g5 · Pion blanc sur case noire b4 · Pion noir sur case noire d4 · Pion blanc sur case blanche d3 · Pion noir sur case noire e3 | Roi blanc sur case noire b8 · Pion noir sur case noire a7 · Pion noir sur case blanche b7 · Pion blanc sur case blanche d7 · Cavalier blanc sur case blanche h7 · Roi noir sur case blanche a6 · Fou noir sur case noire b6 · Pion noir sur case blanche g6 · Pion noir sur case blanche b5 · Pion blanc sur case blanche d5 · Pion blanc sur case noire g5 · Pion blanc sur case noire b4 · Pion noir sur case noire d4 · Pion blanc sur case blanche d3 · Pion noir sur case noire e3 | 6 |
| 5 | Roi blanc sur case noire b8 · Pion noir sur case noire a7 · Pion noir sur case blanche b7 · Pion blanc sur case blanche d7 · Cavalier blanc sur case blanche h7 · Roi noir sur case blanche a6 · Fou noir sur case noire b6 · Pion noir sur case blanche g6 · Pion noir sur case blanche b5 · Pion blanc sur case blanche d5 · Pion blanc sur case noire g5 · Pion blanc sur case noire b4 · Pion noir sur case noire d4 · Pion blanc sur case blanche d3 · Pion noir sur case noire e3 | Roi blanc sur case noire b8 · Pion noir sur case noire a7 · Pion noir sur case blanche b7 · Pion blanc sur case blanche d7 · Cavalier blanc sur case blanche h7 · Roi noir sur case blanche a6 · Fou noir sur case noire b6 · Pion noir sur case blanche g6 · Pion noir sur case blanche b5 · Pion blanc sur case blanche d5 · Pion blanc sur case noire g5 · Pion blanc sur case noire b4 · Pion noir sur case noire d4 · Pion blanc sur case blanche d3 · Pion noir sur case noire e3 | Roi blanc sur case noire b8 · Pion noir sur case noire a7 · Pion noir sur case blanche b7 · Pion blanc sur case blanche d7 · Cavalier blanc sur case blanche h7 · Roi noir sur case blanche a6 · Fou noir sur case noire b6 · Pion noir sur case blanche g6 · Pion noir sur case blanche b5 · Pion blanc sur case blanche d5 · Pion blanc sur case noire g5 · Pion blanc sur case noire b4 · Pion noir sur case noire d4 · Pion blanc sur case blanche d3 · Pion noir sur case noire e3 | Roi blanc sur case noire b8 · Pion noir sur case noire a7 · Pion noir sur case blanche b7 · Pion blanc sur case blanche d7 · Cavalier blanc sur case blanche h7 · Roi noir sur case blanche a6 · Fou noir sur case noire b6 · Pion noir sur case blanche g6 · Pion noir sur case blanche b5 · Pion blanc sur case blanche d5 · Pion blanc sur case noire g5 · Pion blanc sur case noire b4 · Pion noir sur case noire d4 · Pion blanc sur case blanche d3 · Pion noir sur case noire e3 | Roi blanc sur case noire b8 · Pion noir sur case noire a7 · Pion noir sur case blanche b7 · Pion blanc sur case blanche d7 · Cavalier blanc sur case blanche h7 · Roi noir sur case blanche a6 · Fou noir sur case noire b6 · Pion noir sur case blanche g6 · Pion noir sur case blanche b5 · Pion blanc sur case blanche d5 · Pion blanc sur case noire g5 · Pion blanc sur case noire b4 · Pion noir sur case noire d4 · Pion blanc sur case blanche d3 · Pion noir sur case noire e3 | Roi blanc sur case noire b8 · Pion noir sur case noire a7 · Pion noir sur case blanche b7 · Pion blanc sur case blanche d7 · Cavalier blanc sur case blanche h7 · Roi noir sur case blanche a6 · Fou noir sur case noire b6 · Pion noir sur case blanche g6 · Pion noir sur case blanche b5 · Pion blanc sur case blanche d5 · Pion blanc sur case noire g5 · Pion blanc sur case noire b4 · Pion noir sur case noire d4 · Pion blanc sur case blanche d3 · Pion noir sur case noire e3 | Roi blanc sur case noire b8 · Pion noir sur case noire a7 · Pion noir sur case blanche b7 · Pion blanc sur case blanche d7 · Cavalier blanc sur case blanche h7 · Roi noir sur case blanche a6 · Fou noir sur case noire b6 · Pion noir sur case blanche g6 · Pion noir sur case blanche b5 · Pion blanc sur case blanche d5 · Pion blanc sur case noire g5 · Pion blanc sur case noire b4 · Pion noir sur case noire d4 · Pion blanc sur case blanche d3 · Pion noir sur case noire e3 | Roi blanc sur case noire b8 · Pion noir sur case noire a7 · Pion noir sur case blanche b7 · Pion blanc sur case blanche d7 · Cavalier blanc sur case blanche h7 · Roi noir sur case blanche a6 · Fou noir sur case noire b6 · Pion noir sur case blanche g6 · Pion noir sur case blanche b5 · Pion blanc sur case blanche d5 · Pion blanc sur case noire g5 · Pion blanc sur case noire b4 · Pion noir sur case noire d4 · Pion blanc sur case blanche d3 · Pion noir sur case noire e3 | 5 |
| 4 | Roi blanc sur case noire b8 · Pion noir sur case noire a7 · Pion noir sur case blanche b7 · Pion blanc sur case blanche d7 · Cavalier blanc sur case blanche h7 · Roi noir sur case blanche a6 · Fou noir sur case noire b6 · Pion noir sur case blanche g6 · Pion noir sur case blanche b5 · Pion blanc sur case blanche d5 · Pion blanc sur case noire g5 · Pion blanc sur case noire b4 · Pion noir sur case noire d4 · Pion blanc sur case blanche d3 · Pion noir sur case noire e3 | Roi blanc sur case noire b8 · Pion noir sur case noire a7 · Pion noir sur case blanche b7 · Pion blanc sur case blanche d7 · Cavalier blanc sur case blanche h7 · Roi noir sur case blanche a6 · Fou noir sur case noire b6 · Pion noir sur case blanche g6 · Pion noir sur case blanche b5 · Pion blanc sur case blanche d5 · Pion blanc sur case noire g5 · Pion blanc sur case noire b4 · Pion noir sur case noire d4 · Pion blanc sur case blanche d3 · Pion noir sur case noire e3 | Roi blanc sur case noire b8 · Pion noir sur case noire a7 · Pion noir sur case blanche b7 · Pion blanc sur case blanche d7 · Cavalier blanc sur case blanche h7 · Roi noir sur case blanche a6 · Fou noir sur case noire b6 · Pion noir sur case blanche g6 · Pion noir sur case blanche b5 · Pion blanc sur case blanche d5 · Pion blanc sur case noire g5 · Pion blanc sur case noire b4 · Pion noir sur case noire d4 · Pion blanc sur case blanche d3 · Pion noir sur case noire e3 | Roi blanc sur case noire b8 · Pion noir sur case noire a7 · Pion noir sur case blanche b7 · Pion blanc sur case blanche d7 · Cavalier blanc sur case blanche h7 · Roi noir sur case blanche a6 · Fou noir sur case noire b6 · Pion noir sur case blanche g6 · Pion noir sur case blanche b5 · Pion blanc sur case blanche d5 · Pion blanc sur case noire g5 · Pion blanc sur case noire b4 · Pion noir sur case noire d4 · Pion blanc sur case blanche d3 · Pion noir sur case noire e3 | Roi blanc sur case noire b8 · Pion noir sur case noire a7 · Pion noir sur case blanche b7 · Pion blanc sur case blanche d7 · Cavalier blanc sur case blanche h7 · Roi noir sur case blanche a6 · Fou noir sur case noire b6 · Pion noir sur case blanche g6 · Pion noir sur case blanche b5 · Pion blanc sur case blanche d5 · Pion blanc sur case noire g5 · Pion blanc sur case noire b4 · Pion noir sur case noire d4 · Pion blanc sur case blanche d3 · Pion noir sur case noire e3 | Roi blanc sur case noire b8 · Pion noir sur case noire a7 · Pion noir sur case blanche b7 · Pion blanc sur case blanche d7 · Cavalier blanc sur case blanche h7 · Roi noir sur case blanche a6 · Fou noir sur case noire b6 · Pion noir sur case blanche g6 · Pion noir sur case blanche b5 · Pion blanc sur case blanche d5 · Pion blanc sur case noire g5 · Pion blanc sur case noire b4 · Pion noir sur case noire d4 · Pion blanc sur case blanche d3 · Pion noir sur case noire e3 | Roi blanc sur case noire b8 · Pion noir sur case noire a7 · Pion noir sur case blanche b7 · Pion blanc sur case blanche d7 · Cavalier blanc sur case blanche h7 · Roi noir sur case blanche a6 · Fou noir sur case noire b6 · Pion noir sur case blanche g6 · Pion noir sur case blanche b5 · Pion blanc sur case blanche d5 · Pion blanc sur case noire g5 · Pion blanc sur case noire b4 · Pion noir sur case noire d4 · Pion blanc sur case blanche d3 · Pion noir sur case noire e3 | Roi blanc sur case noire b8 · Pion noir sur case noire a7 · Pion noir sur case blanche b7 · Pion blanc sur case blanche d7 · Cavalier blanc sur case blanche h7 · Roi noir sur case blanche a6 · Fou noir sur case noire b6 · Pion noir sur case blanche g6 · Pion noir sur case blanche b5 · Pion blanc sur case blanche d5 · Pion blanc sur case noire g5 · Pion blanc sur case noire b4 · Pion noir sur case noire d4 · Pion blanc sur case blanche d3 · Pion noir sur case noire e3 | 4 |
| 3 | Roi blanc sur case noire b8 · Pion noir sur case noire a7 · Pion noir sur case blanche b7 · Pion blanc sur case blanche d7 · Cavalier blanc sur case blanche h7 · Roi noir sur case blanche a6 · Fou noir sur case noire b6 · Pion noir sur case blanche g6 · Pion noir sur case blanche b5 · Pion blanc sur case blanche d5 · Pion blanc sur case noire g5 · Pion blanc sur case noire b4 · Pion noir sur case noire d4 · Pion blanc sur case blanche d3 · Pion noir sur case noire e3 | Roi blanc sur case noire b8 · Pion noir sur case noire a7 · Pion noir sur case blanche b7 · Pion blanc sur case blanche d7 · Cavalier blanc sur case blanche h7 · Roi noir sur case blanche a6 · Fou noir sur case noire b6 · Pion noir sur case blanche g6 · Pion noir sur case blanche b5 · Pion blanc sur case blanche d5 · Pion blanc sur case noire g5 · Pion blanc sur case noire b4 · Pion noir sur case noire d4 · Pion blanc sur case blanche d3 · Pion noir sur case noire e3 | Roi blanc sur case noire b8 · Pion noir sur case noire a7 · Pion noir sur case blanche b7 · Pion blanc sur case blanche d7 · Cavalier blanc sur case blanche h7 · Roi noir sur case blanche a6 · Fou noir sur case noire b6 · Pion noir sur case blanche g6 · Pion noir sur case blanche b5 · Pion blanc sur case blanche d5 · Pion blanc sur case noire g5 · Pion blanc sur case noire b4 · Pion noir sur case noire d4 · Pion blanc sur case blanche d3 · Pion noir sur case noire e3 | Roi blanc sur case noire b8 · Pion noir sur case noire a7 · Pion noir sur case blanche b7 · Pion blanc sur case blanche d7 · Cavalier blanc sur case blanche h7 · Roi noir sur case blanche a6 · Fou noir sur case noire b6 · Pion noir sur case blanche g6 · Pion noir sur case blanche b5 · Pion blanc sur case blanche d5 · Pion blanc sur case noire g5 · Pion blanc sur case noire b4 · Pion noir sur case noire d4 · Pion blanc sur case blanche d3 · Pion noir sur case noire e3 | Roi blanc sur case noire b8 · Pion noir sur case noire a7 · Pion noir sur case blanche b7 · Pion blanc sur case blanche d7 · Cavalier blanc sur case blanche h7 · Roi noir sur case blanche a6 · Fou noir sur case noire b6 · Pion noir sur case blanche g6 · Pion noir sur case blanche b5 · Pion blanc sur case blanche d5 · Pion blanc sur case noire g5 · Pion blanc sur case noire b4 · Pion noir sur case noire d4 · Pion blanc sur case blanche d3 · Pion noir sur case noire e3 | Roi blanc sur case noire b8 · Pion noir sur case noire a7 · Pion noir sur case blanche b7 · Pion blanc sur case blanche d7 · Cavalier blanc sur case blanche h7 · Roi noir sur case blanche a6 · Fou noir sur case noire b6 · Pion noir sur case blanche g6 · Pion noir sur case blanche b5 · Pion blanc sur case blanche d5 · Pion blanc sur case noire g5 · Pion blanc sur case noire b4 · Pion noir sur case noire d4 · Pion blanc sur case blanche d3 · Pion noir sur case noire e3 | Roi blanc sur case noire b8 · Pion noir sur case noire a7 · Pion noir sur case blanche b7 · Pion blanc sur case blanche d7 · Cavalier blanc sur case blanche h7 · Roi noir sur case blanche a6 · Fou noir sur case noire b6 · Pion noir sur case blanche g6 · Pion noir sur case blanche b5 · Pion blanc sur case blanche d5 · Pion blanc sur case noire g5 · Pion blanc sur case noire b4 · Pion noir sur case noire d4 · Pion blanc sur case blanche d3 · Pion noir sur case noire e3 | Roi blanc sur case noire b8 · Pion noir sur case noire a7 · Pion noir sur case blanche b7 · Pion blanc sur case blanche d7 · Cavalier blanc sur case blanche h7 · Roi noir sur case blanche a6 · Fou noir sur case noire b6 · Pion noir sur case blanche g6 · Pion noir sur case blanche b5 · Pion blanc sur case blanche d5 · Pion blanc sur case noire g5 · Pion blanc sur case noire b4 · Pion noir sur case noire d4 · Pion blanc sur case blanche d3 · Pion noir sur case noire e3 | 3 |
| 2 | Roi blanc sur case noire b8 · Pion noir sur case noire a7 · Pion noir sur case blanche b7 · Pion blanc sur case blanche d7 · Cavalier blanc sur case blanche h7 · Roi noir sur case blanche a6 · Fou noir sur case noire b6 · Pion noir sur case blanche g6 · Pion noir sur case blanche b5 · Pion blanc sur case blanche d5 · Pion blanc sur case noire g5 · Pion blanc sur case noire b4 · Pion noir sur case noire d4 · Pion blanc sur case blanche d3 · Pion noir sur case noire e3 | Roi blanc sur case noire b8 · Pion noir sur case noire a7 · Pion noir sur case blanche b7 · Pion blanc sur case blanche d7 · Cavalier blanc sur case blanche h7 · Roi noir sur case blanche a6 · Fou noir sur case noire b6 · Pion noir sur case blanche g6 · Pion noir sur case blanche b5 · Pion blanc sur case blanche d5 · Pion blanc sur case noire g5 · Pion blanc sur case noire b4 · Pion noir sur case noire d4 · Pion blanc sur case blanche d3 · Pion noir sur case noire e3 | Roi blanc sur case noire b8 · Pion noir sur case noire a7 · Pion noir sur case blanche b7 · Pion blanc sur case blanche d7 · Cavalier blanc sur case blanche h7 · Roi noir sur case blanche a6 · Fou noir sur case noire b6 · Pion noir sur case blanche g6 · Pion noir sur case blanche b5 · Pion blanc sur case blanche d5 · Pion blanc sur case noire g5 · Pion blanc sur case noire b4 · Pion noir sur case noire d4 · Pion blanc sur case blanche d3 · Pion noir sur case noire e3 | Roi blanc sur case noire b8 · Pion noir sur case noire a7 · Pion noir sur case blanche b7 · Pion blanc sur case blanche d7 · Cavalier blanc sur case blanche h7 · Roi noir sur case blanche a6 · Fou noir sur case noire b6 · Pion noir sur case blanche g6 · Pion noir sur case blanche b5 · Pion blanc sur case blanche d5 · Pion blanc sur case noire g5 · Pion blanc sur case noire b4 · Pion noir sur case noire d4 · Pion blanc sur case blanche d3 · Pion noir sur case noire e3 | Roi blanc sur case noire b8 · Pion noir sur case noire a7 · Pion noir sur case blanche b7 · Pion blanc sur case blanche d7 · Cavalier blanc sur case blanche h7 · Roi noir sur case blanche a6 · Fou noir sur case noire b6 · Pion noir sur case blanche g6 · Pion noir sur case blanche b5 · Pion blanc sur case blanche d5 · Pion blanc sur case noire g5 · Pion blanc sur case noire b4 · Pion noir sur case noire d4 · Pion blanc sur case blanche d3 · Pion noir sur case noire e3 | Roi blanc sur case noire b8 · Pion noir sur case noire a7 · Pion noir sur case blanche b7 · Pion blanc sur case blanche d7 · Cavalier blanc sur case blanche h7 · Roi noir sur case blanche a6 · Fou noir sur case noire b6 · Pion noir sur case blanche g6 · Pion noir sur case blanche b5 · Pion blanc sur case blanche d5 · Pion blanc sur case noire g5 · Pion blanc sur case noire b4 · Pion noir sur case noire d4 · Pion blanc sur case blanche d3 · Pion noir sur case noire e3 | Roi blanc sur case noire b8 · Pion noir sur case noire a7 · Pion noir sur case blanche b7 · Pion blanc sur case blanche d7 · Cavalier blanc sur case blanche h7 · Roi noir sur case blanche a6 · Fou noir sur case noire b6 · Pion noir sur case blanche g6 · Pion noir sur case blanche b5 · Pion blanc sur case blanche d5 · Pion blanc sur case noire g5 · Pion blanc sur case noire b4 · Pion noir sur case noire d4 · Pion blanc sur case blanche d3 · Pion noir sur case noire e3 | Roi blanc sur case noire b8 · Pion noir sur case noire a7 · Pion noir sur case blanche b7 · Pion blanc sur case blanche d7 · Cavalier blanc sur case blanche h7 · Roi noir sur case blanche a6 · Fou noir sur case noire b6 · Pion noir sur case blanche g6 · Pion noir sur case blanche b5 · Pion blanc sur case blanche d5 · Pion blanc sur case noire g5 · Pion blanc sur case noire b4 · Pion noir sur case noire d4 · Pion blanc sur case blanche d3 · Pion noir sur case noire e3 | 2 |
| 1 | Roi blanc sur case noire b8 · Pion noir sur case noire a7 · Pion noir sur case blanche b7 · Pion blanc sur case blanche d7 · Cavalier blanc sur case blanche h7 · Roi noir sur case blanche a6 · Fou noir sur case noire b6 · Pion noir sur case blanche g6 · Pion noir sur case blanche b5 · Pion blanc sur case blanche d5 · Pion blanc sur case noire g5 · Pion blanc sur case noire b4 · Pion noir sur case noire d4 · Pion blanc sur case blanche d3 · Pion noir sur case noire e3 | Roi blanc sur case noire b8 · Pion noir sur case noire a7 · Pion noir sur case blanche b7 · Pion blanc sur case blanche d7 · Cavalier blanc sur case blanche h7 · Roi noir sur case blanche a6 · Fou noir sur case noire b6 · Pion noir sur case blanche g6 · Pion noir sur case blanche b5 · Pion blanc sur case blanche d5 · Pion blanc sur case noire g5 · Pion blanc sur case noire b4 · Pion noir sur case noire d4 · Pion blanc sur case blanche d3 · Pion noir sur case noire e3 | Roi blanc sur case noire b8 · Pion noir sur case noire a7 · Pion noir sur case blanche b7 · Pion blanc sur case blanche d7 · Cavalier blanc sur case blanche h7 · Roi noir sur case blanche a6 · Fou noir sur case noire b6 · Pion noir sur case blanche g6 · Pion noir sur case blanche b5 · Pion blanc sur case blanche d5 · Pion blanc sur case noire g5 · Pion blanc sur case noire b4 · Pion noir sur case noire d4 · Pion blanc sur case blanche d3 · Pion noir sur case noire e3 | Roi blanc sur case noire b8 · Pion noir sur case noire a7 · Pion noir sur case blanche b7 · Pion blanc sur case blanche d7 · Cavalier blanc sur case blanche h7 · Roi noir sur case blanche a6 · Fou noir sur case noire b6 · Pion noir sur case blanche g6 · Pion noir sur case blanche b5 · Pion blanc sur case blanche d5 · Pion blanc sur case noire g5 · Pion blanc sur case noire b4 · Pion noir sur case noire d4 · Pion blanc sur case blanche d3 · Pion noir sur case noire e3 | Roi blanc sur case noire b8 · Pion noir sur case noire a7 · Pion noir sur case blanche b7 · Pion blanc sur case blanche d7 · Cavalier blanc sur case blanche h7 · Roi noir sur case blanche a6 · Fou noir sur case noire b6 · Pion noir sur case blanche g6 · Pion noir sur case blanche b5 · Pion blanc sur case blanche d5 · Pion blanc sur case noire g5 · Pion blanc sur case noire b4 · Pion noir sur case noire d4 · Pion blanc sur case blanche d3 · Pion noir sur case noire e3 | Roi blanc sur case noire b8 · Pion noir sur case noire a7 · Pion noir sur case blanche b7 · Pion blanc sur case blanche d7 · Cavalier blanc sur case blanche h7 · Roi noir sur case blanche a6 · Fou noir sur case noire b6 · Pion noir sur case blanche g6 · Pion noir sur case blanche b5 · Pion blanc sur case blanche d5 · Pion blanc sur case noire g5 · Pion blanc sur case noire b4 · Pion noir sur case noire d4 · Pion blanc sur case blanche d3 · Pion noir sur case noire e3 | Roi blanc sur case noire b8 · Pion noir sur case noire a7 · Pion noir sur case blanche b7 · Pion blanc sur case blanche d7 · Cavalier blanc sur case blanche h7 · Roi noir sur case blanche a6 · Fou noir sur case noire b6 · Pion noir sur case blanche g6 · Pion noir sur case blanche b5 · Pion blanc sur case blanche d5 · Pion blanc sur case noire g5 · Pion blanc sur case noire b4 · Pion noir sur case noire d4 · Pion blanc sur case blanche d3 · Pion noir sur case noire e3 | Roi blanc sur case noire b8 · Pion noir sur case noire a7 · Pion noir sur case blanche b7 · Pion blanc sur case blanche d7 · Cavalier blanc sur case blanche h7 · Roi noir sur case blanche a6 · Fou noir sur case noire b6 · Pion noir sur case blanche g6 · Pion noir sur case blanche b5 · Pion blanc sur case blanche d5 · Pion blanc sur case noire g5 · Pion blanc sur case noire b4 · Pion noir sur case noire d4 · Pion blanc sur case blanche d3 · Pion noir sur case noire e3 | 1 |
|   | a | b | c | d | e | f | g | h |   |

- Solution :

1. Cf8!   e2  
2. Ce6  e1D 
3. d8D!  Dxe6! 
4. Dxb6+!!  Dxb6 
5. Rc8  Dd6 pat 

## Source
- Alain Pallier, « Alexandre Iossifovitch Herbstman », Europe Échecs, avril 1993, n° 411, p. 58-59